# Julienne Davis
Julienne Davis (Los Angeles, 26 settembre 1973) è un'attrice, cantante e modella statunitense.

## Biografia
Ha debuttato al cinema nel 1999 nel film Eyes Wide Shut, interpretando il ruolo di Amanda "Mandy" Curran.

## Filmografia parziale
- Eyes Wide Shut, regia di Stanley Kubrick (1999)
- House of 9, regia di Steven R. Monroe (2005)